# 2001–2002-es magyar női labdarúgó-bajnokság (másodosztály)
A magyar női labdarúgó-bajnokság másodosztályában 2001–2002-ben tíz csapat küzdött a bajnoki címért. A bajnoki címet az MTK Hungária FC szerezte meg és jutott az NB I-be.

## Végeredmény
| #   | Csapat               | M  | GY | D | V  | G+ – G– | GK  | P  | Megjegyzések |
| --- | -------------------- | -- | -- | - | -- | ------- | --- | -- | ------------ |
| 1.  | MTK Hungária FC      | 18 | 16 | 1 | 1  | 82–13   | +69 | 49 | NB I         |
| 2.  | Terán NFK-Győr       | 18 | 15 | 0 | 3  | 64–18   | +46 | 45 |              |
| 3.  | Debreceni VSC        | 18 | 12 | 2 | 4  | 66–16   | +50 | 38 |              |
| 4.  | Hungária-Viktória SC | 18 | 11 | 1 | 6  | 47–31   | +16 | 34 |              |
| 5.  | Algyői SK            | 18 | 8  | 3 | 7  | 46–36   | +10 | 27 |              |
| 6.  | Pécsi MFC            | 18 | 7  | 2 | 9  | 40–33   | +7  | 23 |              |
| 7.  | Íris SC              | 18 | 6  | 3 | 9  | 31–40   | −9  | 21 |              |
| 8.  | Bp. Jéghegy          | 18 | 2  | 5 | 11 | 19–68   | −49 | 11 |              |
| 9.  | Verőce SE            | 18 | 1  | 3 | 14 | 12–72   | −60 | 6  |              |
| 10. | FC Eger              | 18 | 2  | 0 | 16 | 11–91   | −80 | 6  |              |

Utolsó frissítés: 2002. június 30. 
Forrás: RSSSF - Hungary (Women) 2001/02 
A rangsorolás alapszabályai: 1. összpontszám, 2. győzelmek száma, 3. egymás elleni eredmények összpontszáma,  4. egymás elleni eredmények gólkülönbsége, 5. egymás elleni eredmények szerzett góljainak száma 6. gólkülönbség, 7. szerzett gólok száma.
(B): Bajnokcsapat, (K): Kieső csapat, (F): Feljutó csapat, (I): Kupainduló, (R): A rájátszás győztese, (KGY): Kupagyőztes

A bajnok MTK Hungária FC játékosai
Bakó Dóra, Rothmeisel Dóra  kapusok – Bangó Mónika, Barna Judit, Deli Anikó, Farkas Klaudia, Gáspár Mónika, Gyöngy Krisztina, Jenei Anikó, Kereskai Éva, Kiss Zsuzsanna, Kovács Nikolett, Méry Rita, Molnár-Sáska Ildikó, Nikandish Katalin, Pelyva Otília, Pucsek Erzsébet, Schumi Dorottya, Schumi Mercédesz, Szabó Noémi, Székely Krisztina, Várszegi Hanna, Zsirkó Márta.
Edző: Nikandish Hossein

## Vezetőedzők
| Egyesület            | Edző                                                |
| -------------------- | --------------------------------------------------- |
| Algyői SK            | Timotity Milán                                      |
| Bp. Jéghegy          | Bukovszkiné Boros Piroska                           |
| Debreceni VSC        | Benyó Sándor                                        |
| FC Eger              | Fekete Judit                                        |
| Hungária-Viktória SC | Magyari Attila                                      |
| Íris SC              | Hegedűs Ferenc                                      |
| MTK Hungária FC      | Nikandish Hossein                                   |
| Pécsi MFC            | Csaba Ferenc                                        |
| Terán NFK-Győr       | Kiss Zoltán                                         |
| Verőce SE            | Magyari László (ősszel), Debre Erzsébet (tavasszal) |

## A góllövőlista élmezőnye
| Gól | Név               | Csapat               |
| --- | ----------------- | -------------------- |
| 21 | Deli Anikó        | MTK Hungária FC      |
| 17 | Bereczki Etelka   | Debreceni VSC        |
| 15 | Szeiman Éva       | Terán NFK-Győr       |
| 15 | Haraszt Ilona     | Hungária-Viktória SC |
| 15 | Szolga Judit      | Algyői SK            |
| 14 | Péter Vanda       | Debreceni VSC        |
| 14 | Krenács Lilla     | Algyői SK            |
| 14 | Berki Tünde       | Pécsi MFC            |
| 13 | Fehér Nikolett    | Terán NFK-Győr       |
| 12 | Schumi Mercédesz  | MTK Hungária FC      |
| 12 | Boda Judit        | Íris SC              |
| 11 | Rácz Zsófia       | Terán NFK-Győr       |
| 11 | Póczos Edit       | Debreceni VSC        |
| 10 | Nikandish Katalin | MTK Hungária FC      |
| 10 | Schumi Dorottya   | MTK Hungária FC      |
| 9 | Pusztai Katalin   | Terán NFK-Győr       |
| Utolsó frissítés: 2002. június 30.                                                                           |                   |                      |
| Forrás: Futballévkönyv 2002. I. kötet, magyar rész. Aréna 2000 Kiadó. 2003, Budapest, 394. o. ISSN 1585-2172 |                   |                      |